# Pane carasau
Il pane carasau (conosciuto anche come pane carasatu, pane carasadu, pistoccu, pane fine, pane 'e fresa o pane fatu in fresa) è un tipico pane sardo diffuso in tutta la Sardegna, a forma di disco molto sottile e croccante, adatto a essere conservato a lungo.
Il termine sardo deriva dal verbo sardo carasare, che significa tostare. Durante la carasadura il pane viene rimesso nel forno per la cottura finale; tale cottura lo rende croccante.
In alcune zone della Barbagia, come a Mamoiada, Ovodda, Tiana, Gavoi, è preparato in forma tonda e rettangolare e di dimensioni inferiori, prendendo il nome di pane tostu o pane 'e fresa, mentre in Ogliastra è più diffusa una variante chiamata pistoccu.
Per la sua particolare croccantezza, che ne rende rumorosa la masticazione, fuori dalla Sardegna è talvolta chiamato, in italiano, "carta da musica"; il vocabolo sardo carasau è registrato dal 2017 nel dizionario italiano Zingarelli.

## Ingredienti
Gli ingredienti base sono lievito, sale, acqua e semola di grano duro.
I due tipi principali di impasto sono o a base di semola di grano duro, più pregiato e quindi consumato dalle famiglie più agiate, o a base di farina d'orzo o cruschello, di colore scuro, consumato dai meno abbienti.

## Le varie fasi della panificazione chiamatasa hottaosa cotta
Sa cotta è il nome in lingua sarda con il quale viene indicato l'intero ciclo di preparazione e cottura del pane. Sino a qualche decennio fa era un vero e proprio rito familiare e di vicinato che coinvolgeva almeno tre donne, amiche o parenti che ricevevano in cambio olio e ricotta o che semplicemente si ricambiavano l'aiuto. Queste le varie fasi:

### S'inthurta
S'inthurta è la prima fase della lavorazione e avviene prima del sorgere del sole. Il lievito già precedentemente sciolto in acqua tiepida viene mescolato alla farina passata al setaccio (sedattu) e impastata dentro una madia di legno chiamata nelle diverse varianti del sardo iscivu, lacu, lachedda, oppure dentro una conca di terracotta (tianu, impastera). Esistono molte varianti sulla preparazione dell'impasto, sulla sua lavorazione e sulla cottura del pane, varianti che determinano sfumature di sapore, di leggerezza della sfoglia, di dimensione della stessa, e che seguono antiche tradizioni familiari o paesane.

### Cariareohariare
Durante questa seconda fase l'impasto viene lavorato energicamente sul tavolo (sa mesa pro su pane, sa mesitta), nel passato non ancora lontano anche in ginocchio sulla madia stessa. La pasta fresca viene schiacciata, allargata con la pressione dei pugni e riavvolta su sé stessa, con l'aggiunta di acqua viene manipolata con forza (ammoddigare) fino a ottenere un impasto liscio. Da questa fase dipende molto la riuscita del pane e la sua durata è diversa per le tante varietà. Per il carasau o altri pani di grano duro è necessario continuare più a lungo: più la pasta è ben lavorata, più il risultato sarà apprezzabile. Questa fase è molto faticosa e spesso le donne sono aiutate dagli uomini.

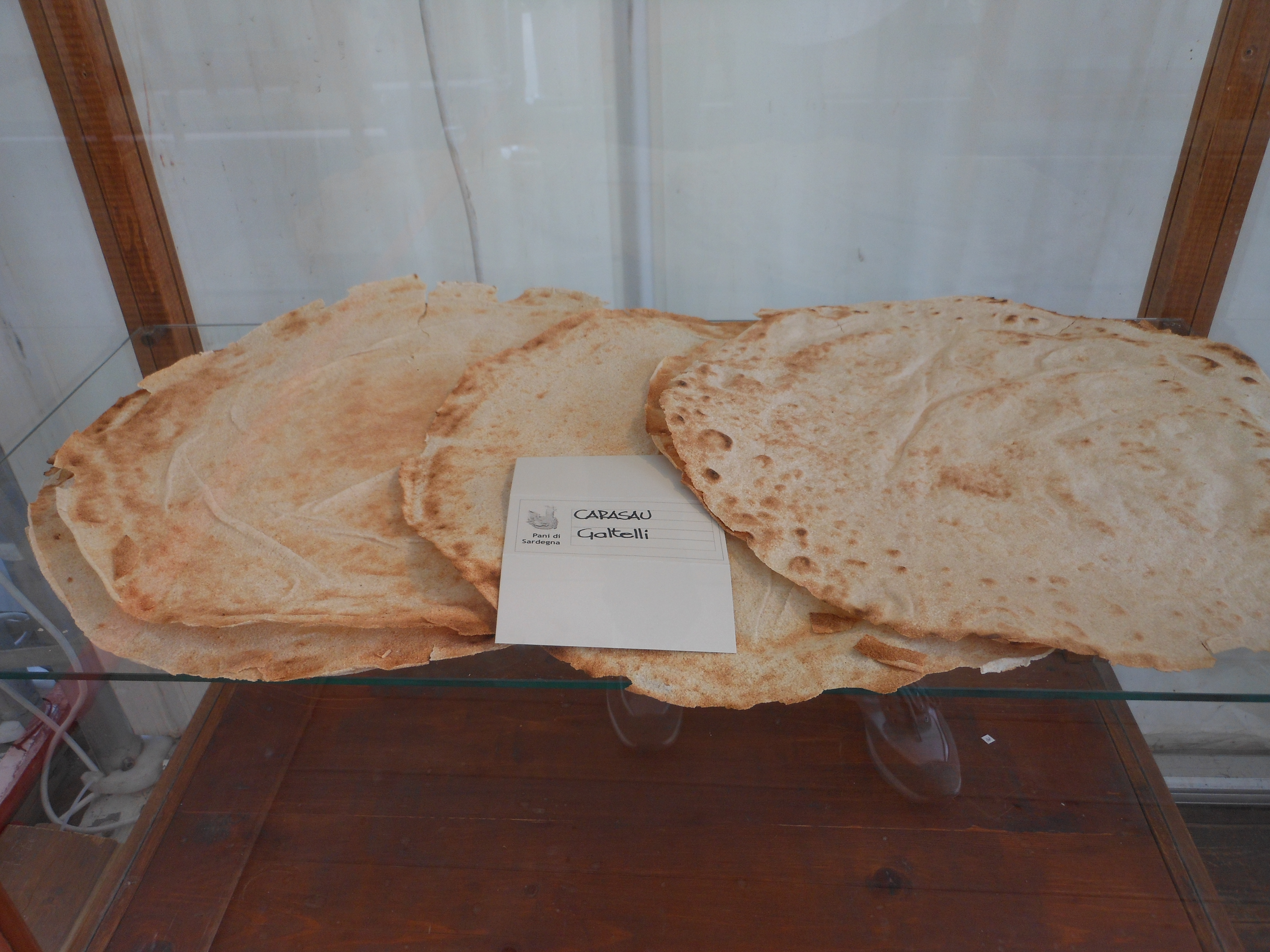
Il pane carasau di Galtellì

### Pesare
La fase della lievitazione viene chiamata pesare (alzare). La pasta ben lavorata viene posta in speciali contenitori come conche di terracotta o come in Barbagia dentro il malune di sughero, ben ricoperta con teli di lana. Si lascia riposare l'impasto mentre si preparano gli strumenti per passare alle fasi successive.

### Orire,sestare
Una volta constatato l'avvio della lievitazione, si divide l'insieme dell'impasto in tocchi regolari (sestare, orire), che vengono arrotondati, infarinati e riposti in particolari canestri (còrvulas, canisteddas), avvolti tra le pieghe di teli di lana o di lino per farli riposare (pasare) ancora, in modo che la lievitazione possa continuare.

### Illadare o tendhere
Durante questa fase la pasta lievitata si lavora con dei piccoli mattarelli in legno (canneddos, cannones) e mediante i polpastrelli delle mani, infarinandola in continuazione, appiattendola e allargandola a formare dei dischi (sas tundas) dal diametro variabile a seconda delle località. Ottenuto il diametro e lo spessore desiderato, si depositano sulle pieghe di speciali panni di lana chiamati pannos de ispica o tiazas.o de massaria. Questi sono dei panni particolari, lunghi anche dieci metri e larghi 50 cm.
Vengono tenuti solitamente arrotolati, ma nel momento del loro utilizzo si srotolano progressivamente prima verso destra per un tratto di 50 cm, e verso sinistra una volta depositata la sfoglia discoidale (sa tunda), a coprirla completamente, permettendo in questo modo di depositarne un'altra sulla parte superiore della piega, e così via in un susseguirsi di piegature fino al completo srotolamento. Vengono poi messi da parte e coperti con delle coperte. Ogni pannu de ispica o tiaza, a seconda della sua lunghezza, può contenere fino a venti tundas che sono in questo modo facilmente trasportabili.

### Cochere
Per il forno si utilizza legno di quercia o di olivastro. Una volta introdotto viene sistemato nel centro del forno. Dopo l'accensione del fuoco (inchendia de su furru), che avviene solitamente mentre si preparano le sottili e discoidali sfoglie di pasta, il forno inizia a scaldarsi e a raggiungere una temperatura stabile tra 450 e 500 °C (temperare su furru). La fase della cottura dei pani avviene dopo che le braci sono state spinte da una parte tramite una particolare paletta in ferro (palitta 'e furru) e la pavimentazione del forno spazzata con una scopa speciale (iscovulos, isciopiles).
Quando la persona addetta ritiene che il forno sia abbastanza caldo, incomincia la fase della prima cottura. Da una tiaza viene prelevata una tunda e tramite una pala in legno dalla forma arrotondata per meglio contenerla chiamata pala 'e linna o pala lada, introdotta nel forno per la prima cottura. Il forte calore rigonfia la foglia in poco tempo formando una palla. L'aria al suo interno incomincia a espandersi, determinando la separazione dei due strati.
A seconda delle tradizioni locali la si rivolta o meno, e vi si appoggia delicatamente la pala in legno per favorire l'omogeneità del rigonfiamento spingendo il vapore verso quelle parti non ancora staccate. Non sempre il rigonfiamento è uniforme.

### Fresareocalpire o crasare
Una volta sfornato il disco di pasta, le due facce ormai distaccate vengono separate (carpire, calpire o fresare) con il coltello, velocemente, possibilmente prima che l'aria defluisca da qualche fessura o che si riduca troppo di volume e la sfoglia si afflosci per il raffreddamento . Questa operazione richiede maestria e chi se ne occupa (sa fresadora) deve fare attenzione perché la sfoglia è molto calda e sprigiona vapore; afflosciandosi inoltre può capitare che le due parti (sos pizos) si riattacchino impedendo una corretta separazione (fresare su pane, aberrer a pizos). Non sempre l'operazione riesce specialmente se il forno non ha raggiunto la giusta temperatura o non riesce a mantenerla, o se la lievitazione non è abbastanza.
I dischi (sos duos pizos) che rappresentano il prodotto finale hanno una faccia liscia (quella che era all'esterno della focaccia) e una ruvida (il lato interno della focaccia originale). Il pane ottenuto dalla prima cottura e separato in due sottili strati viene chiamato pane lentu, pane modde o pane cruhu, e ha la caratteristica di essere abbastanza elastico da non spezzarsi facilmente, inoltre può essere piegato o arrotolato a piacimento, caratteristica che riacquisterà dopo la carasatura solo con immersione in acqua. Può essere consumato anche subito e il sapore è altrettanto apprezzabile, ma a differenza del carasau non si presta a una lunga conservazione.
Se il pane deve essere trasportato, grazie alla sua elasticità, in questa fase la sfoglia può essere piegata in due a formare una mezzaluna, o ripiegata ulteriormente di un quarto per adattarla ai contenitori, e rimessa in forno con questa nuova forma per la tostatura. Dopo la separazione, sos pizos vengono impilati dentro dei cesti e solamente quando tutte le tundas saranno cotte si passa alla fase successiva.

### Carasare o assare
Con l'ultimazione della prima cottura, di solito nel primo pomeriggio dopo la sosta del pranzo, si procede alla seconda infornata necessaria a completare l'intero processo. Sos pizos uno per uno vengono rimessi dentro il forno per la cottura finale (sa carasadura). A seconda dei gusti dei nuclei familiari, le sfoglie vengono lasciate nel forno per un tempo più o meno lungo; di solito quelle che assumono un colore più scuro sono le più tostate e hanno una sfumatura di sapore diverso dalle altre più chiare e meno tostate. Man mano che le sfoglie escono dal forno, vengono impilate (piras de pane) in grossi cesti di asfodelo (isportas). Queste caratteristiche piras sono spesso alte fino a un metro, vengono avvolte in speciali panni e viene sistemato sulla sommità un peso, di solito un'asse in legno di forma rotonda o dei panni in modo da pressare un po' le sfoglie.

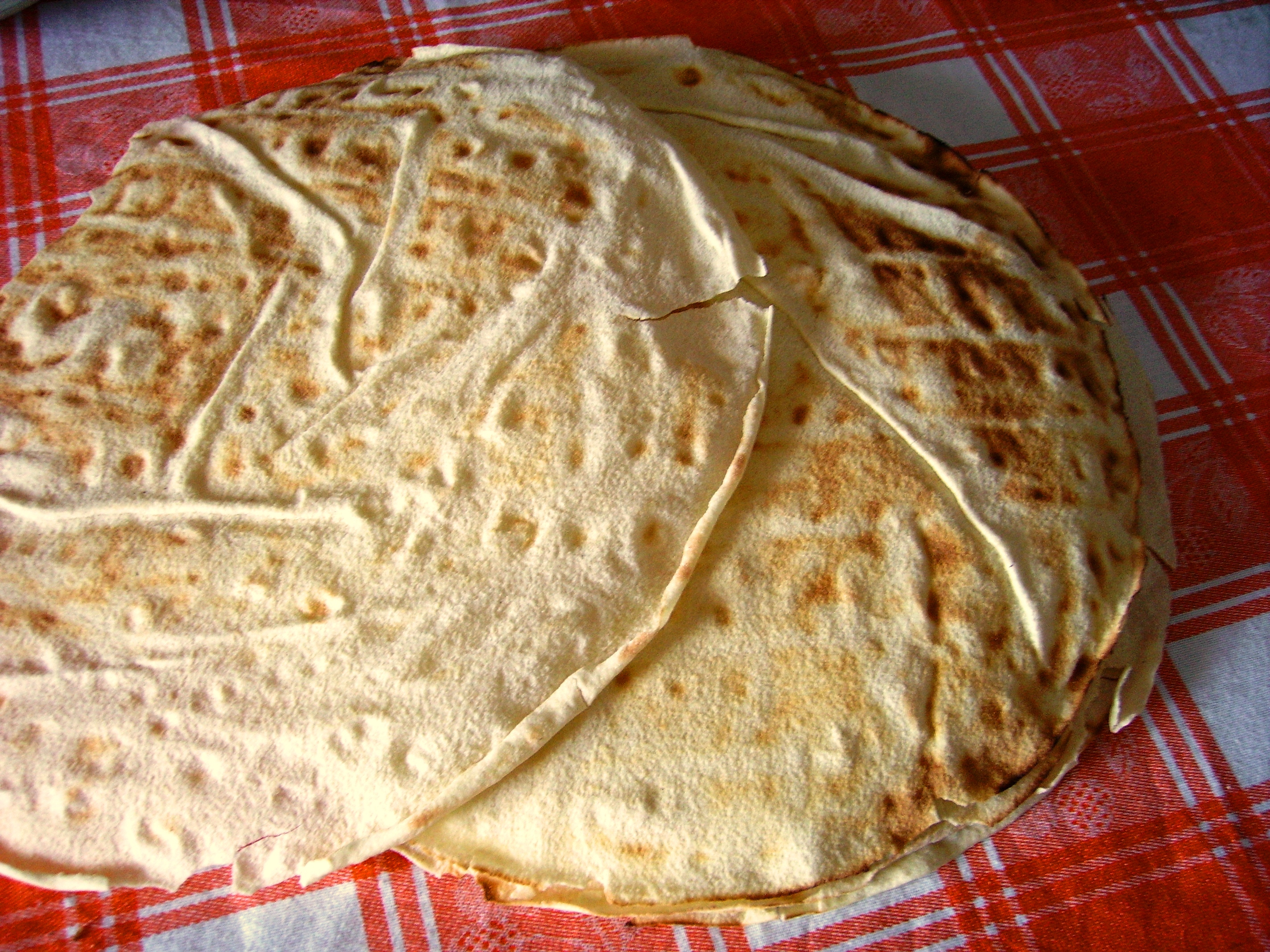
Pane carasau

## Consumo
Il pane carasau è consumato in molti modi. Secco, cioè al naturale (pane a trocheddu) accompagna gusti salati e gusti dolci in grande varietà.
Uno dei modi più diffusi di consumo ha luogo con l'aspersione o una rapida immersione in acqua (pane infustu), passaggio che restituisce alla sottile sfoglia l'umidità e conseguentemente la morbidezza necessaria perché possa essere avvolta intorno a salumi affettati e formaggi o essere associata ad altro companatico. Anche bagnato, il pane carasau continua ad avere la caratteristica di assorbire i liquidi con cui entra in contatto. Questa caratteristica è sfruttata per usarlo sotto le pietanze succose, ad esempio carni rosse cotte al sangue, o comunque quei cibi che rilasciano oli o grassi (dalla carne di maiale, alla verdura). Per bagnarlo si deve far scorrere dell'acqua unicamente dalla parte interna e ruvida della sfoglia per poi far subito sgocciolare la stessa tenendola qualche istante in posizione verticale; se il pane risulta troppo bagnato viene considerato alla stregua della pasta scotta.
Le grosse briciole che residuano invariabilmente alla spezzatura delle sfoglie sono dette nell'insieme farrutta, pistitzu o frichinadura e uno dei loro utilizzi tipici, che peraltro consente di non perdere gli avanzi, è nel caffellatte.

### Il panegutiau
Il pane gutiau (spesso trascritto con la doppia T, guttiau), dal vocabolo in sardo per "gocciolato", "asperso", è una preparazione del pane carasau. Una sfoglia viene bagnata con poche gocce d'olio, salata e abbrustolita lievemente in forno o sulla griglia; il pane gutiau è prodotto anche industrialmente.

### Su pane fratau
Una più complessa preparazione tipica è quella del pane fratau (anch'esso spesso trascritto con l'errore ortografico della doppia T, frattau). In questo caso il carasau viene immerso per un tempo brevissimo in brodo di pecora bollente, per poi essere disposta sul piatto, alternata a strati di sugo di pomodoro e pecorino grattugiato (donde il nome), e l'aggiunta di un uovo in camicia cotto nella stessa acqua.